# El trato
El trato es una película dramática colombiana de 2005 dirigida por Francisco Norden y protagonizada por Andrés Parra, Diego Trujillo, Isabella Santodomingo, Julián Román, Jairo Camargo y Ramiro Meneses. Fue estrenada el 29 de septiembre de 2005 en la edición n.º 14 del Festival de Cine de Biarritz en Francia.

## Sinopsis
Un traficante de droga es detenido en los Estados Unidos transportando cocaína de forma ilegal. Uno de sus socios hace un trato con la justicia estadounidense para asegurar la liberación del traficante. En la historia entran políticos corruptos, periodistas sucios y las famosas "mulas" que se encargan de transportar droga poniendo en riesgo su vida y su libertad a cambio de un supuesto mejor futuro.

## Reparto
- Andrés Parra
- Diego Trujillo
- Isabella Santodomingo
- Julián Román
- Jairo Camargo
- Ramiro Meneses
- Juan Ángel
- Alberto Valdiri
- Vicky Hernández
- Óscar Borda
- Dora Cadavid
- Fernando Solórzano
- Carolina Trujillo
- Julio Correal